# Воно (фільм, 2014)
«Воно» (англ. It Follows, дослівний переклад «Воно Слідує») — американський фільм жахів 2014 року режисера Девіда Роберта Мітчелла. Прем'єра фільму відбулася на Каннському кінофестивалі 2014 року. Фільм вийшов у прокат у США в березні 2015 року. В Україні прем'єра відбулася 25 червня 2015 року.
Старшокласниця Джей отримує від свого хлопця прокляття, і тепер її переслідує істота, яку не бачать інші. Єдиний спосіб вижити — це передати прокляття іншій людині.

## Сюжет
Енні Маршалл вибігає ввечері зі свого дому й озирається. Сусідка та батько запитують у чому справа, проте вона заперечує, що потребує допомоги. Енні сідає в авто та їде. Потім вночі вона сидить сама на пляжі й телефонує батькам, щоб сказати, що любить їх. Зранку її понівечений труп знаходять на пляжі.
Старшокласниця Джей Гайт іде в кіно зі своїм хлопцем Г'ю. Стоячи в черзі до каси обоє грають у гру: вгадати яку людину хто обрали. Джей загадує дівчину в жовтій сукні, яку Г'ю не бачить. Хлопець раптом змінює настрій і каже, що йому погано. Пізніше Г'ю і Джей вперше займаються сексом в його машині. Та хлопець присипляє її хлороформом і прив'язує до інвалідного візка в занедбаній будівлі. Г'ю пояснює, що передав їй прокляття — її переслідуватиме істота, здатна набувати вигляду будь-якої людини. Але решта людей бачити істоту не можуть. При кожній наступній появі істота буде все ближче і вб'є, коли спіймає. Щоб позбутися прокляття, необхідно зайнятися сексом з кимось іще. Бо якщо жертва загине, прокляття повернеться до попередньої жертви.
Г'ю підсвічує ліхтариком як до Джей наближається оголена жінка. Він відвозить Джей додому і тікає, покинувши її. Наступного дня поліція береться за розслідування, проте з'ясовується, що Г'ю жив під фальшивим ім'ям, тож знайти його неможливо.
У школі Джей бачить стару жінку, яку не бачать інші. Сестра Джей, Келлі, та її давні друзі Пол і Яра ночують у будинку Джей. Хтось розбиває вікно; Пол розшукує порушника, але нікого не знаходить. Потім Джей бачить розпатлану напівоголену жінку, що йде до неї, але для решти вона невидима. Коли істота набуває вигляду високого чоловіка та заходить у спальню, Джей тікає з дому на велосипеді.
Її друзі довідуються від сусіда Грега справжнє ім'я Г'ю — Джефф Редмонд, і знаходить його житло. Джефф пояснює, що отримав прокляття під час випадкового сексу і радить Джей тікати подалі, щоб виграти час.
Грег відвозить Джей, Келлі, Яру та Пола до сімейного будинку біля озера. Наступного дня істота в подобі Яри нападає на Джей ззаду, хапаючи її за волосся. Її друзі бачать це й усвідомлюють, що Г'ю казав правду. Група ховається в будинку, куди істота намагається вломитися, пробивши двері. Джей тікає на машині Грега і потрапляє в аварію, внаслідок чого ламає руку. Щоб виграти собі час, вона займається сексом з Грегом у лікарні. Грег не вірить в існування істоти, попри наполягання друзів, але хоче допомогти Джей почуватися в безпеці.
Джей продовжує бачить істоту, хоча та більше їй не загрожує. Істота з'являється у вигляді Грега, йде до його будинку, а потім набуває подоби його матері. Вона вбиває Грега, а Джей, побачивши це, ночує на вулиці. Тепер, як раніше пояснював Г'ю, прокляття повернеться до Джей. На пляжі Джей бачить трьох молодих людей на човні та йде до них, очевидно, щоб передати прокляття, але її задум не здійснюється. Пол згодом просить Джей передати прокляття йому, та вона відмовляється.
Друзі Джей готують пастку на істоту, плануючи заманити її в басейн і вбити електричним струмом. Джей стає приманкою, проте не встигає вилізти з води. Пол, стріляючи навмання, випадково ранить Яру, але все-таки влучає в істоту, яка падає в басейн. Джей вибирається з води й бачить велику пляму крові.
Повернувшись у будинок, Джей і Пол займаються сексом. Згодом вони йдуть вулицею, тримаючись за руки. Позаду виникає постать, натякаючи, що прокляття досі діє.

## В ролях
- Майка Монро — Джей
- Кейр Гілкріст — Пол
- Олівія Луккарді — Яра
- Лілі Сепе — Келлі
- Джейк Вірі — Г'ю / Джефф
- Деніел Дзоватто — Грег
- Бейлі Спрай — Енні

## Нагороди та номінації
- 2014 — «Каннський кінофестиваль» — Номінація: Нагорода від преси.

## Сприйняття
Фільм отримав дуже високі оцінки світової кінопреси. На сайті Rotten Tomatoes фільм має рейтинг 97 % на основі 200 рецензій з середнім балом 8,2 з 10. При цьому середня оцінка користувачів IMDb становить 6,9 балів з 10.